# 朱祿埤
肅簡王朱祿埤（1421年—1479年），明朝第三代肅王，康王朱贍焰的庶第一子。他在正統七年四月十九日獲冊封為洵陽王，按郡王食禄二千石，五百石以禄米形式本色发放，其余四分之三折成大明宝钞折色。而与此同时其父肃王的岁禄只有一千石。天顺元年八月，朱禄埤上疏称五百石本色禄米入不敷出，请求将部分折色改为本色。明英宗增其本色至六百石。
他在成化四年（1468年）襲封肅王。朱禄埤受困于精神疾病，成化七年（1471年）三月上疏朝廷称自己已经病得行走艰难，请求让庶出独子汾川王朱贡錝暂代他主持王府的各项典礼仪式，获准。次年九月，又上疏求取药品。他在位十二年。成化十五年（1479年）朱祿埤去世，壽五十二。他的王妃是甘州中护卫指挥樊俊的女儿。八年後（成化二十三年，1487年）朱貢錝嗣位。
| 無 原因：明政府封之   | 明洵陽國國王 1442年－1468年 | 無 原因：襲封肅國，封國廢除 |
| 前任者： 父康王朱贍焰 | 明肅國國王 1468年－1479年   | 繼任： 子恭王朱貢錝         |